# ジャック×ダクスター2
『ジャック×ダクスター2』（ジャックンダクスターツー、Jak II）は、2004年3月11日にソニー・コンピュータエンタテインメント（SCE）によって発売されたPlayStation 2用アクションアドベンチャーゲーム。開発はノーティドッグ。アメリカでは2003年10月14日、ヨーロッパでは2003年10月17日に発売された。
『ジャック×ダクスター 旧世界の遺産』の続編で、ジャック×ダクスターシリーズの第2作目。直接の続編に『Jak 3』がある。

## 概要
2004年に発売されたシリーズ第2作目で、2003年にすでに発売されていた北米版より5か月ほど遅れての解禁となった。ヨーロッパでは『Jak II: Renegade』とサブタイトルがついている。前作『旧世界の遺産』よりもストーリー重視に作られており、ダーク性を増した作風やゲームシステムなども含め、前作よりも大人向けになった。プレイヤーは前作のような幻想的な世界観とは異なる近未来型の都市「ヘブンシティ」を舞台にゲームを進めることになる。一方ジャックのアクションはのものがそのまま使われているほか、新アクションも追加された。日本では単に『Jak II』とも呼ばれる。
探索が主であった前作から一転し、基本システムがクライムアクションを基盤としたものに変更され、プレイヤーの行動の幅が広がっている。箱庭構造をした「ヘブンシティ」内で行えるプレイヤーの行動の「自由度の高さ」を本作の売りとしている。
発売当時本作のテレビCMはほとんど行われなかった。日本での発売直後、週間販売本数第16位となるものの、以後販売本数はあまり伸びず大ヒットとはいかなかった。その影響か続編の『Jak 3』は日本未発売に終わり、本作以後しばらくの間ジャック×ダクスターシリーズの日本語版は作られることはなかった。
本作のタイトルロゴは、北米版ロゴである「JAK II」の文字に明朝体で「ジャック×ダクスター2」と表記されているものと、前作『旧世界の遺産』で使用された「ジャック×ダクスター」のロゴに数字の2を足したものの2種類が存在する。
また体験版には、あらすじ紹介、公式ホームページで公開しているプロモーションムービーの他、「ジーグを護衛する(1)（ポンプステーション）」と「タマゴを全滅させる(2)（エコノ鉱山）」の2つのミッションが収録されている。

## ストーリー
前作でジャック達が発見した“プリカーソル文明の遺産”が暴走し、彼らは荒廃しきった異世界へ飛ばされてしまった。“独裁者バロン”が圧政を敷く巨大な街「安息都市（ヘブンシティ）」へワープして早々、バロンの軍隊「紅装甲衛兵（クリムゾンガード）」に捉えられたジャックは、そこで暗黒戦士（ダークウォーリアー）計画の実験台として「ダークエコ」を体内に注入され続けるという日々を送ることになる。2年後、救出にやってきたダクスターが再会したのは、荒々しい性格となり、自らの怒りを制御できない「ダークジャック」と化するようになったジャックだった。彼はバロンへの復讐を誓い、圧政抵抗組織「地下活動（アンダーグラウンド）」へと身を投じていく。

## 基本システム・前作からの変更点など
- アクション面では前作のテイストを踏襲しつつ、『グランド・セフト・オートシリーズ』をはじめとするクライムアクションを彷彿とさせるシステム。広大なシティ内に点在する依頼人のもとでミッションを請け負い、シティの外や敵本拠地といったアクションステージをクリアしていく、というのが基本的な流れ。シティの住人に攻撃を加えたり、飛び交う「ズーマー」（ホバービーグル）を奪って乗り回したりもできる。ただし、シティの造型は箱庭というよりも迷路に近いものとなっており、自由度そのものも“本家”と比べれば決して高いとは言えない。
- 前作では“プレイヤーの分身”という位置づけから、ほとんどセリフのなかったジャックだったが、ストーリーに合わせて性格が変化し、一個のキャラクターとしてひとり立ちした。また、これまで徒手空拳のみだった基本攻撃手段に4種類の「モーフィング・ガン」（銃）が追加され、これによりゲーム自体も若干ガンアクション寄りの構成となっている。
- 前作のラーカーに代わる新たな敵の組織として「鋼頭獣（メタルヘッド）」が設定された。一方ラーカーはジャックの協力者として、わずかに登場する場面がある。
- 達成率は最大124%に設定されている。ストーリーミッションを全てクリアすると100%、おまけ要素であるB.B.ミッション（バーニングバッシュ・ミッション）を全てクリアすると124%となる。なお、124%にするためにすべてのオーブを集める必要はない。
- 字幕機能が追加された。また前作では他言語音声に変更するには隠しコマンドを入力する必要があったが、本作ではゲーム中のメニュー画面からの変更が可能になっている。

### 通常ミッション
ストーリー進行に関わるミッション。大抵はアンダーグラウンドの仲間や、その協力者から依頼される。ミッションの目的地はマップ上にアイコンで表示される。ミッションの種類は「探索」を基本に据えるも、敵本拠地への侵入、仲間の救出、護衛など様々である。中盤にさしかかると、複数の依頼人から別々のミッションを同時に委託されることもあり、その際どのミッションを優先的に行うかはプレイヤーの意思次第である。

### B.B.ミッション
正式名称は「バーニングバッシュ・ミッション」。ストーリー進行には関係せず、B.B.ミッションを遂行せずともゲームクリアには影響しない。通常ミッションが依頼者と直接話すことで発生するのに対し、B.B.ミッションはヘブンシティ内に設置された「ボイスパネル」と呼ばれる装置を通しての通信によって発生する。大抵の場合「プリカーソル・オーブ」が報酬として与えられる。

### ダークジャックへの変身
今作から取り入れられたジャックの変身システム。敵などを倒すことで入手できるエネルギー「ダークエコ」を100個集めることで、いつでもダークジャックに変身できるようになる。一定時間が経つか空から下まで爆発させると元の姿に戻るが、一度の変身で蓄積していたダークエコを全て消費してしまうため、再び変身するためにはダークエコをさらに100個集める必要がある。変身中はパンチやキックの攻撃力が上がるので、肉弾戦を有利に進めることができるが、銃は使用できない。
ある条件をクリアすると、必殺技を習得するなど、ゲームの進行に伴い段階的にダークジャックの力を強化できるようになっている。

## 北米版からの変更点
日本国内版は、より多くの日本のユーザーに楽しんでもらうために、日本語版のみ他国語版と異なる部分が存在する。理由として、日本人が嫌悪感を抱いてしまうために変更したという意向が、ノーティドッグのインタビューにより、明らかになっている。
具体的なものとしては、以下の2つが挙げられる。
- ジャックのあごひげがない

日本国内版では、あごひげが存在しないが、北米版では基本フォルムとして生やしている（シークレット機能でつけることが可能）。
- シティの住民（NPC）が死亡しない

ジャックはシティの住民に攻撃を加えることができるが、その攻撃では住民は死亡しない（即ちクリムゾンガードのように消えて無くならない）。北米版では、住民もクリムゾンガード同様に2回の攻撃を受ければ消える仕様になっている。

## キャラクター

### 前作から引き続き登場するキャラクター
ジャック／Jak （声：森久保祥太郎）
ダークウォーリアー計画の実験台として2年間もの間拷問を受け、ダークエコを体内に注入され続けた後遺症で、荒々しい性格となり、ダークジャックへの変身能力を身につける。ひたすらバロンへの怒りを噛み締めながら、バロンへの復讐を誓う。本作ではジャックのキャラクターが固定化したために多くの台詞があり、少し声が低くなる。
ダクスター／Daxter （声：一龍斎貞友）
前作では結局人間に戻れず、イタチの姿で登場する。異世界に来た際にジャックと離ればなれになるが、2年後にジャックの救出に向かう。よくしゃべる性格は相変わらずで、いろいろとしゃべりすぎて空回りしてしまうことも。また、ダクスターのみを操作できるミッションも存在する。今作には「ジャックが倒れた際にギャグを言うシステム」はない。
セイモス・ザ・セイジィ／Samos The Sage （声：永井一郎）
ジャックとダクスターの師匠的存在で、プリカーソル文明を研究する緑の賢者。ジャック達には単に「セイジィ」と呼ばれる。ジャック、ダクスター同様に異世界に飛ばされるが、その消息は不明。この一件について何かを知っている。
ケイラ／Keira （声：氷上恭子）
セイジィの娘でメカニックの天才。同じく異世界に飛ばされ、セイジィ同様、消息不明となる。
オラクルの像／The Oracle （声：佐々木誠二）
古代プリカーソル人たちが残したプリカーソル文明の像。ヘブンシティのダスティウォーターの小屋にいる。メタルヘッドの頭蓋石を供えると、ダークエコに侵されたジャックにダークエコをコントロールする力を授けてもらえる。

### アンダーグラウンド関係者
トーン／Torn （声：小山力也）
反バロン政権のレジスタンス組織、アンダーグラウンドのナンバー2。かつてはクリムゾンガードの隊長だった。ジャックたちに数々のミッションを委託する。
テス／Tess （声：冬馬由美）
アンダーグラウンドの一員。クルーのヒップホッグ・サロンにスパイとして派遣される。動物好きなため、ダクスターをとてもかわいがっている。
コール／Kor （声：中博史）
シティの外の地域「化外の地（ウェイストランド）」からキッドをつれてやってきた老人。ジャックが自由の身になった後初めて会った人物であり、ジャックをトーンのもとに導く。
クルー／Krew （声：茶風林）
ヘブンシティのポートエリアで「ヒップホッグ・サロン」を経営する武器好きの商人。裏情報を大量に持っており、ジャックらは彼から情報を聞き出すためにいくつかのミッションを引き受ける。超肥満で、かつ足が細いため、両足で自分の体を支えられないので普段はグラヴ・バスケットという浮遊機械に乗って行動する。
ジーグ／Sig （声：中田譲治）
クルーに雇われている戦い好きの戦士。無敵の銃、ピース・メーカーを持っている。ダンディーな外見と裏腹にお茶目な性格。
ビン／Vin （声：家中宏）
ヘブンシティの優れたエンジニアで、アンダーグラウンドの協力者。プリカーソル統一理論物理学の博士号をもっている。とても臆病な性格。
オニン／Onin（声：なし）
盲目な上に声も出せない預言者。通訳のペッカーを通じてジャックたちを導く。
ペッカー／Pecker （声：高木渉）
オニンの通訳をしている鳥。口が悪いため、ダクスターとしょっちゅう喧嘩になる。
ブラッター／Brutter （声：岩崎ひろし）
バザールエリアで商売をするラーカー。仲間のラーカーがクリムゾンガードに捕らえられているときはクルーやジャックに助けを求める。テンションは軽い。ダスティウォーターに自宅がある。
キッド／Kid（声：なし）
ヘブンシティの創設者、マールの子孫で、シティの真の後継者。もとはウェイストランドにいたが、コールがシティに連れてきた。クロカドッグというペットを連れている。
シャドウ／The Shadow （声：永井一郎）
アンダーグラウンドのリーダー。ストーリー中盤で登場する。容姿、声がセイジィにそっくり。

### バロン軍
バロン・プラクシス／Baron Praxis （声：郷里大輔）
ヘブンシティを独裁政治で統治する。大量のクリムゾンガードにシティ中を徘徊させ、常に住民を見張る。政権を保つためにメタルヘッドと裏取引を行っている。
アシュリン・プラクシス／Ashelin Praxis （声：浅川悠）
独裁者バロンの娘でクリムゾンガードの部隊長だが、バロンの政治に不満をもっているため、裏でアンダーグラウンドに協力している。
エロール／Erol （声：岸尾大輔（現：岸尾だいすけ））
バロンの信頼しているクリムゾンガードの総隊長。2年前にジャックを捕らえたのも彼。ズーマーのレースでは無敵と言われており、ジャックをライバル視している。
紅装甲衛兵(クリムゾンガード)／Krimzon Guard （声：斉藤次郎、佐々木誠二）
バロンがシティの警備をさせるためにヘブンシティ内に配備した武装兵。赤色の鎧をまとっている。ヘブンシティ内には常に彼らが巡回しており、バロンに反抗するような行動、言動をしているものを排除している。通常のクリムゾンガードの他にも、ホバーマシンを装備した「クリムゾン・ホバーガード」や、エリートレベルの兵士で黄色の鎧をまとっている「クリムゾン・エリートガード」もいる。

### その他
ジンクス／Jinx （声：奥田啓人）
クルーの部下の1人。多少気が荒い。あるミッションでジャックと同行することになる。
グリム／Grim （声：茶風林）
同じく、クルーの部下。少々臆病。クリムゾンガードの鎧のようなものを身につけている。
モグ／Mog （声：郷里大輔）
同じく、クルーの部下。少々臆病。体格がよい。
コンピューター／Computer （声：幸田夏穂）
ヘブンシティ内でジャックに様々な告知を行う。シティゲートでの生体反応チェックや上級エリアであることの警告から、ズーマーの操作方法の説明など、多くの場面でその声を聞くことになる。

## 作中用語
プリカーソル文明
はるか昔に栄えていた古代文明。かなり高度な技術をもっていたとされるが、その全貌は学者たちにもつかみきれていない謎の多い文明。建造物やアイテムなど、現代に様々な遺物を残している。
エコ
この世界における魔力的なエネルギー。天然資源として需要が高いようで、取引にも利用される。
勇者マール
かつてヘブンシティを創設したことで知られる勇者。本来シティの後継者はマールの子孫でなければならないが、バロンは独裁を保つためにマールの子孫であるキッドの命を狙っている。
プリカーソルストーン
「力の源」と呼ばれる強大な力を秘めている緑色の石。マールの墓において後継者を試す試練を克服し、マールの後継者と認められたものに与えられるといわれる。バロンはメタルヘッドに対抗すべく、プリカーソルストーンを破壊し強大な力を得ようとしている。
3つのプリカーソルアイテム
封印されたマールの墓の位置を照らすライトタワーを起動させるために必要な、「プリカーソルギア」、「プリカーソルクリスタル」、「プリカーソルレンズ」の3つのアイテム。
マールの紋章
ライトタワーの眠るムジン渓谷への扉を開くためのキーとなるアイテム。3つのかけらに分かれており、それぞれの紋章のかけらを集めることになる。
生命（いのち）の種子
ヘブンの森の深部にある巨大樹（グレートツリー）の種で、かつてセイジィを賢者として目覚めさせた命の源。「ライフシード」とも呼ばれる。
ルビーの鍵
排水溝の最深部に漂着したマールの像が握っていた鍵。持ち手の部分にルビーがはまっている。シティ地下のアンダーポートにある扉を開けるための鍵。
タイムコースター
ケイラが復元した元の時代へ戻るためのタイムマシン。起動させるにはさらにマールのハートとタイムマップを組み込む必要がある。
マールのハート
タイムコースターを起動させるために必要なエネルギー鉱石。ルビーの鍵と同じく、排水溝内のマールの彫像心臓部に埋め込まれている。
タイムマップ
タイムコースターを起動させるために必要な重要アイテム。もともとクルーが持っていたらしく、クルーの店「ヒップホッグ・サロン」内にあるメタルたたきゲームのゲーム機内に隠されていた。

## アイテムや仕掛け

### アイテム
モーフィング・ガン／Morph Gun
今作から登場した新たな武器で、簡単な変形機構をもった銃。別名「キャプテンの銃（エル・カピタン）」。アップグレードパーツを使うことで能力を強化できる。劇中では、広範囲攻撃用の「レッドバースト・ガン」、遠距離攻撃用の「イエローブラスター・ガン」、連続攻撃用の「ブルーバルカン・ガン」、多くのものを一撃で破壊する「ピース・メーカー」（正式名称は「ピース・メーカー2」）の4種類のガンモードが登場した。
クリムゾンガードの箱／Krimzon Guard Crates
クリムゾンガードがあちこちに設置した小箱で、壊すと、ライフパック、ダークエコやモーフィング・ガンの弾薬パック等を入手できる。
ライフパック／Health Packs
緑のエコ（グリーンエコとも言う）を詰めたもので、とるとジャックの体力が2つ分回復する。
ダークエコ／Dark Eco
クリムゾンガードの箱や敵を倒すことで入手できる。ダークジャックに変身するために必要。しかし、ダークジャックになるためにはこれを100個集めなければならず、非常に面倒なため、安易にダークジャックになることをためらうユーザーも多い。
各種弾薬／Ammunition
モーフィング・ガンの弾薬で、ガンの種類によって1つの弾薬パックに入っている弾薬の数が異なる。クリムゾンガードを倒すか、クリムゾンガードの箱から入手可能。赤色はレッドバースト・ガンの弾5発分、黄色はイエローブラスター・ガンの弾10発分、青色はブルーバルカン・ガンの弾10発分、紫色はピース・メーカーの弾1発分を補充できる。
メタルヘッドの頭蓋石／Metal Head Skull Gems
メタルヘッドの頭部に内蔵されている黄色く透き通った楕円形の石。メタルヘッドを1体倒すと1つ手に入る。一定数をオラクルの像に供えることで、ダークジャックの力を強化させることができる。なお、ゲーム本編の字幕では「頭蓋石」、説明書では「頭骸石」と異なった表記がされているが、ここではゲーム本編の表記を優先して記載する。
プリカーソル・オーブ／Precursor Orbs
単にオーブとも呼ばれる。古代プリカーソル文明の遺物。メニューのシークレット機能をオープンさせるために必要（ゲームクリアには直接は関係ない）。前作ではパワーセルとの交換等に使用するため、全部で2000個のオーブが出てきたが、今作ではその数は極端に減り、最大で286個のオーブしか登場しない。また各ステージに数個ずつしかない上に物陰に隠れている場合がほとんどなので、前作に比べて入手が困難になっている。さらに、一度取りそびれると二度と取れないオーブ（メタルヘッドのアジトなど）もあるので、全てのオーブを集めるためには注意が必要。
通行証（セキュリティパス）／Security Pass
ヘブンシティのエリアにはいくつかのレベルがあり、高いレベルのエリアに行くためには専用のセキュリティパスが必要とされる。

### 仕掛け
テレポート・ゲート／Teleport Gate
前作では各賢者の移動手段として登場したが、今回ではヘブンシティとウェイストランドを移動するために使用される。ミッションによって行ける場所が変わるテレポート・ゲートもある。作中ではワープゲートとも言われていた。
シティゲート
エコ力場（エコシールド）で外界と遮断されているヘブンシティとウェイストランドを行き来するためのゲート。気密出入口（ロックゲート）とも言われていた。生体反応をチェックされ、安全な生存者であることが確認された時のみゲートが開く。
キャノン
ヘブンシティにはバロンに対する反逆者を排除のためのキャノンがあちこちに設置されている。アラートモードになると起動する「ターボキャノン」、発射口が１つしかない「シングルキャノン」、センサーがついている「レーザーセンサーキャノン」、破壊できない「スイープキャノン」、ジャックが遊泳禁止区域に入ったときに出現し、一撃でジャックを殺す「セキュリティキャノン」がある。

## 乗り物
ズーマー／Zoomers
ヘブンシティを移動するのに最も適している乗り物。前作と違い公共移動ビークルとして登場する。前作のようなバイク型のものの他に、2人乗りの「フライヤー」、3人乗りの「クルーザー」、レース専用の「エアレーサー」等がある。クリムゾンガード専用のズーマーは「ヘルキャット」と呼ばれ、最も大型のものは「ヘルキャットクルーザー」と呼ばれる。
ジェットボード／Jetboard
ストーリー中盤で入手する浮遊スケートボードのようなもの。普段はコンパクトな形に変形して、ジャックの背中に装備されている。基本的にほとんどの場所で使用可能。
タイタンスーツ／Titan Suit
特定のミッションでのみ登場する操縦型のロボット。
砲台
特定のミッションでのみ登場する。固定型の砲台の他に移動砲台も登場する。
エアトレイン
ヘブンシティとウェイストランドをつなぐ公共移動体。普段はヘブンシティのポートエリアにある発着場に停まっていて、ヘブンシティの北にあるエアトレイン発着場やメタルヘッドのアジトに行くことができる。操縦することはできない。

## 敵キャラクター

### 組織
バロン軍／Krimzon Guards
バロンが統治する軍隊。シティ内を警戒しているクリムゾンガードの他にも、「スパイダロイド」、「ブラストボット」というようなマシン兵器を持っている。シティ内においては、クリムゾンガードに攻撃を仕掛けたり、市民を2回以上攻撃したりすると、警戒体制となり、ジャックを追ってくるようになる。最初のうちは近距離まで接近してきて銃で殴ってくるか電撃攻撃をしてくるかだが、ジャックの暴走が激しくなると、遠距離からも攻撃してくる。
鋼頭獣（メタルヘッド）／Metal Heads
前作におけるラーカーのような存在で、シティ外（ウェイストランド）から密かにシティを狙っている怪物。メタルヘッドの頭部には「メタルヘッドの頭蓋石」が埋め込まれており、倒すと頭部からこれがはずれ、入手することができる。
その他／Other Enemies
バロン軍、メタルヘッドのどちらの組織にも属さない野生の敵。数種類登場する。

### ボス
ジェリーフィッシュ・メック／Baron Praxis's Octa-Mech
パラス屋上で登場するクラゲ型の赤色のマシンでバロンが搭乗している。3つの攻撃パターンがあり、また定期的なエネルギー補給も必要とされる。原語版では「ジェリーフィッシュ」ではなく「Octa（タコ）」になっている。
オクトパス・メック／Baron Praxis's Spider-Mech
マールの墓で登場するタコ型の赤色のマシンでバロンが搭乗している。小型メカのスパイダロイドや爆弾を放出してくる。日本語版ではこちらがオクトパス（タコ）なのだが、原語版ではこれは「Spider（クモ）」。
クルー／Krew
ヒップホッグ・サロンを経営する武器好きの商人、クルーそのもの。武器工場で登場。ジャックとの戦闘の後、自ら作った巨大爆弾と運命を共にする。
メタルコール／Metal Kor
ラスボスで、メタルヘッドのアジトの最深部で登場するメタルヘッドのリーダー。実はコールの真の姿。サソリ型メタルヘッドのメタル・スティンガーの卵をばらまいたり、飛行型メタルヘッドのメタル・ホバーガンナーを呼び出したりする。

## ステージ
本作では主要舞台となる都市「ヘブンシティ」を中心にワールドマップが広がっている。ジャックは、ヘブンシティ内の誰かからミッションの依頼を受け、ヘブンシティ内、あるいはシティの外「ウェイストランド」でミッションを遂行する。
設定では、前作の300年後の世界ということになっており（プロローグでジャックらが転送されたときが300年後なので、本編時は302年後ということになる）、セイジィの小屋の廃墟など昔のステージを彷彿させる場所もわずかながら登場する。なお、ヘブンシティ内では、徒歩時、ズーマーに乗っているとき、ガンを構えているとき、ジェットボードに乗っているときで、その他のステージでは、徒歩時、ガンを構えているとき、ジェットボードに乗っているとき、ダークジャックに変身しているときでBGMが微妙に変化する。
前作同様ステージはオープンワールドで形成されており、全エリアを「ロード」表示等によるタイムロスなしに移動可能。同じく、陸続きでないエリアを除いてはシームレスに自由に歩き回ることができる。またそれぞれのエリアを順番にクリアしていくのではなく、ミッションごとに各エリアを行ったり来たりするため、1つのエリアには何度か訪れることになる。

### ヘブンシティ／Haven City
本作の主要となる巨大な都市。別名「安息都市」。単にシティと呼ばれることもある。プレイヤーは何度もこの街に訪れる。というよりも、むしろヘブンシティでのミッションも多く、シティを経由して次のステージに進むので、プレイ時間のほとんどはこのヘブンシティで過ごすことになる。また、常にクリムゾンガードが巡回しており、彼らに攻撃を仕掛けるか、市民を攻撃するか、ダークジャックへ変身、または発砲などの行為を行うと、クリムゾンガードがジャックを襲ってくる。設定では、縦4キロ、横2キロの都市。
ヘブンシティ内は非常に広く、いくつかのエリアに分かれている。
- ダスティエリア（下級地区）

ジャックがフォートレスから脱出したときに最初にやってきた地区。同じような民家が並ぶ。アンダーグラウンドのアジトやフォートレスへの入り口があるほか、北側にはデッドタウンに続くゲートもある。
- ダスティウォーター

水上に足場と家を設置している場所。ポンプステーションに行くゲートがあるほか、オラクルの像の小屋、ブラッターの家などがある。
- インダストリアルエリア

ジャックとダクスターが元の時代から最初に飛ばされてきた場所。工業地区。上段と下段の二層構造になっているがズーマーは下段のみを走る（上段に上がる坂から上段に行くことは可能）。テレポート・ゲートが設置されているパワーステーションや排水溝への入り口がある。
- ポートエリア

シティの一番南にある港地区。南地区（サウスエリア）とも呼ばれる。クルーのヒップホッグ・サロンやガンのトレーニングコース、アンダーポートへの入り口、エアトレイン発着場などがある。
- セントラルエリア

シティの中央部。バロンの像やパラスがそびえ立っている。パラスへの入り口や、マールの墓の入り口がある。
- バザールエリア（商業地区） イースト

商業地区のうち、セントラルエリアの東側の部分を言う。バザールエリア　ウエストより複雑な地形になっており、セントラルエリアからインダストリアルエリアにかけてのズーマー専用道路が通っている。オニンのいるテントがある。
- バザールエリア（商業地区） ウエスト

商業地区のうち、セントラルエリアの西側の部分を言う。ブラッターが経営する店がある。
- ファームエリア ノース

農業地区のうちバザールエリア ウエストの北側の部分を言う。マウント寺院へのゲートがある。所々に野菜の球根や花が植えてあるが、ジャックの攻撃で破壊することができる。
- ファームエリア サウス

農業地区のうちバザールエリア ウエストの南側の部分を言う。2カ所でヤコウが飼育されている。また、ここにも破壊可能な野菜の球根や花がある。
- 市街地エリア

大きな人工河川が流れている地区。パラス屋上に続くエレベーターもある。
- スタジアムエリア

シティの北西に位置し、スタジアムの入り口やスタジアムガレージがある。
- 建造エリア

インダストリアルエリアから行ける、建設中のエリア。説明書では「コンストラクションサイト」とも表記されている。物語終盤になるまで行くことができない。
フォートレス／Prison Fortress
ジャックが捕らえられていた監獄。プレイヤーがはじめにプレイするステージであるため、ステージの一部はジャックの基本アクションを教えるための、チュートリアルを兼ねた構造になっている。内部には侵入者を破壊するためのレーザーセンサーキャノンやセキュリティタンクが備え付けられている。
排水溝／Sewers
インダストリアルエリアの地下部。バルブをひねれば水位を下げることができる。またミッションによって行ける場所が変わる。
パラス屋上／Palace
最初にバロンと戦う場所。パラスの本部に行くまでにはシングルキャノンやトゲの罠が設置されている。
宮殿（パラス）／Palace
バロン軍の本部。大量のクリムゾンガードがいる上にスイープキャノンも設置されている。終盤までは行くことができない。
マールの墓／Mar's Tomb
ヘブンシティの創設者である勇者マールの墓。ジャックはここでマールの後継者として封印の試練を受ける。また、2回目にバロンと戦う場所。
アンダーポート／Under Port
ポートエリアの地下部。メタルヘッドがシティに攻め込んできた時、ジーグを探すために行くことになる。
スタジアム／Stadium
スタジアムエリアにあるジェットボードチャレンジと、レース専用のスタジアム。スタジアムコンピューターでレースのクラスあるいはジェットボードチャレンジかを選択すると、スタジアム内部の構造が変化するようになっている。

### ウェイストランド／The Wasteland
本作では、ヘブンシティの外の空間のことを一貫して「ウェイストランド」と呼ぶ（「化外の地」とも表記される）。ウェイストランドに行くには、シティゲートから直接外に出るか、テレポート・ゲートによるワープを行う必要がある。
廃墟の街（デッドタウン）／Dead Town
シティの北東のゲートから行くことができる廃墟となった街。ジャックがトーンに最初に依頼されたミッションで行った場所。バロンの旗が掲げられている廃墟の塔がある。緑の賢者セイジィの小屋の廃墟があることから、かつてのサンドーバ村周辺が廃墟になった場所と考えられる。セイジィの小屋の中には、セイジィを賢者として覚醒させた「生命（いのち）の種子」がある。
ポンプステーション／Pumping Station
シティの北側にある水道施設。ダスティウォーターのシティゲートから行ける。ジェットボードのグラインドを駆使すればエアトレイン発着場に行ける。
エコノ鉱山／Strip Mine
ヘブンシティの東の海を隔てたところにある鉱山。パワーステーションのテレポート・ゲートから行くことができる。またクリア後はフォートレスの中間地点（ジャックが拷問を受けていた場所）のテレポート・ゲートでしか行くことができなくなる。
浮遊掘削場（ドリルプラッツ）／Drill Platform
空中に浮いている工場のようなところ。パワーステーションのテレポート・ゲートから行くことができる。またクリア後もパワーステーションから来られる。バロン軍のコントロールタワーがある。ヘブンシティの西側にある山の中に位置している。
マウント寺院／Mountain Temple
シティの西、ファームエリア　ノースのシティゲートを通ったところにあるテレポート・ゲートから行ける。マウント寺院は自然とプリカーソル文明の遺物が混ざったようなデザイン。
- ムジン渓谷／No Man's Canyon

マウント寺院のすぐ北側にある谷。寺院内にこの谷へ進めるゲートがあるが、あるアイテムを集めなければ開けることができない。渓谷の奥には「マールの墓」の位置を照らし出すという輝ける塔（ライトタワー）がある。
安息（ヘブン）の森／Haven Forest
マウント寺院の入り口にある台に乗って移動することで行くことができる。マウント寺院と違い、ヘブンの森は森そのものを基調としており、プリカーソル文明の遺物は見受けられない。森の奥には巨大樹（グレートツリー）と呼ばれる木がある。
エアトレイン発着場／Landing Pad
ヘブンシティの北に位置する。ポートエリアの発着場からエアトレインに乗ってくるか、ポンプステーションからジェットボードを使うことによって来ることができる。ディッグ遺跡と武器工場への道が続いている。
ディッグ遺跡／Dig
エアトレイン発着場から行くことができる。ミッションによって設備の配置や行ける範囲が変化する。クリア後はヘブンシティ発のエアトレインがなくなるため、ポンプステーション経由でしか来ることができなくなる。
武器工場／Weapons Lab
エアトレイン発着場から行くことができる。また、「ブラック　セキュリティパス」がなければ門が開かない。バロン軍の武器の工場。クリア後は、ディッグ遺跡と同じ理由により、ポンプステーションを経由してのみ来ることができる。
メタルヘッドのアジト／Ruins Wasteland
最終ステージ。ストーリー終盤に、エアトレインを使って来ることになる。アジト内にはプリカーソルストーンの力で起動する「マールの砲台」という武器がある。クリア後は二度と来ることができない。

## エピローグとその後
前作と同じように、クリア後はラスボスがいなくなったあとの状態となり、再びラスボスと戦うことはできない。しかし、ヘブンシティ内は特に変わった様子はなく、クリムゾンガードもうろついている。変わったことといえば、クルーのヒップホッグ・サロンの入り口にあったヒップホッグ(Hiphog)（カバ[Hippo]とブタ[hog]のハーフ）の人形がダクスターの人形に変わっていることくらいである。また、シティの外に出れば相変わらずメタルヘッドがいるが、1体のメタルヘッドから頭蓋石を無限にとることができる。プレイヤーのクリア後の目的は、隠されたプリカーソル・オーブを探し出し、シークレット機能をすべてオープンさせることとなる。ただし、メタルヘッドのアジトなど、クリア後は二度と行けなくなるステージもあるため、オーブの取り忘れには注意しなければならない。また、今作のエンドクレジットも、第1作目同様同じ映像（ヘブンシティに打ち上げられている花火の映像）に同じ音楽が延々と流れているもの。

## バグ
ゲーム本編には存在しないステージ「サンドーバ村」に行くことができるようになるバグが確認されている。サンドーバ村は前作に登場したステージの1つで、本作でもオープニングムービーに出てくるのみでステージとしては登場しない。これはサンドーバ村のシーンのムービーパート時に、ある操作を行うと起こる現象で、同様の手段でストーリーAct2や3のシーンの場所にも行くことも可能になっている。その方法についてはこちらを参照。